# Сунляо
Сунля́о, Маньчжурська рівнина, Північно-Східна Китайська рівнина (спрощ.: 东北平原; кит. трад.: 東北平原; піньїнь: Dōngběi Píngyuán) — рівнина на північному сході Китаю, в басейні річок Сунгарі і Ляохе, між горами Великого та Малого Хінгану та Чанбайшань, що закінчується на березі бухти Ляодун, Бохайвань Площа близько 350 тисяч км², висота 200—300 м, на південному заході менше 100 м.
Сунляо має у своєму складі: рівнину Суннень на півночі, рівнину Ляохе на півдні та рівнину Саньцзян на північному сході.
Суннень складена переважно річковими та озерними відкладами, слабо розчленована. Рівнина Ляохе, розташована у горбистій місцевості поблизу Чанчуня, була на вододілі Сунгарі та Ляохе. Рівнина Саньцзян, розташована при злитті річок Сунгарі, Амур та Уссурі, спочатку була болотом, відомим як "Велике північне пустище", після рекультивації стала продовольчою зоною. Первісна заболочена територія рівнини Саньцзян значно скоротилася.
На рівнині багаті, родючі ґрунти з великою кількістю ріллі. Величезні площі засаджені пшеницею, кукурудзою, соєю, рисом, цукровими буряками, соняшниками, сорго, льоном. Терен багатий на залізну руду, вугілля та нафту. Після 1949 року на рівнині почалася меліорація земель і були створені радгоспи. Терен має замало дерев, які не були б посаджені, як правило, це тополі що довгими рядами висаджені вздовж доріг або по обидва боки від залізничних колій. Також є багато водно-болотних угідь та багато районів, які зазнають затоплення.
Найбільші міста — Харбін, Чанчунь, Шеньян, Ціцікар.